# Торесен, Петтер (хоккеист)
Петтер Торесен (норв. Petter Thoresen; род. 25 июля 1961, Осло) — норвежский хоккеист, ныне — главный тренер  «Сторхамара».

## Биография
Большую часть своей игровой карьеры Торесен провел в одном из лидеров местного хоккея — «Волеренге». С этой командой он несколько раз становился чемпионом страны. Завершал свою карьеру нападающий в «Сторхамаре».
Долгие годы Торесен призывался в состав сборной Норвегии. Вместе с ней он участвовал на десяти Чемпионатах мира и на четырёх Зимних Олимпийских играх: 1980, 1984, 1988 и 1994 годов.
После завершения карьеры Торесен занялся тренерской деятельностью. Несколько лет он возглавлял молодежную сборную страны. В 2009 году специалист стал наставником клуба «Ставангер Ойлерз». За время работу с клубом ему удалось шесть раз победить в норвежском чемпионате, а в 2014 году впервые в истории команды победить с ней в Континентальном кубке. В 2016 году Торесен был назначен на пост главного тренера сборной Норвегии. В 2018 году вместе с норвежцами участвовал на Олимпийских играх в Пхёнчхане.

## Семья
Дети Торесена продолжили дела своего отца. Его старший сын Патрик (род. 1983) — был известным хоккеистом и лидером сборной Норвегии. Долгое время он выступал за уфимский «Салават Юлаев» и петербургский СКА. Младший сын — Стеффен (род. 1985) также выступал за национальную команду на нескольких чемпионатах мира.

## Достижения

### Хоккеиста
- Победитель Норвежской хоккейной лиги (7): 1984, 1987, 1988, 1991, 1992, 1993, 1995.

### Тренера
- Обладатель Континентального кубка: 2014.
- Победитель Норвежской хоккейной лиги (3): 2010, 2012, 2013, 2014, 2015, 2016.